# Бетс, Николас
Николас Бетс (нидерл. Nicolaas Beets; 13 сентября 1814, Харлем — 13 марта 1903, Утрехт) — нидерландский поэт и прозаик.
Родился в семье аптекаря. С 1833 по 1839 год изучал богословие в Лейдене, окончив его со степенью доктора; одновременно с юных лет увлекался поэзией. Впоследствии преподавал в Лейденском университете и с 1840 года был пастором в родном городе. В 1852 году основал школу в Хеемстеде. В 1854 году был переведён пастором в Утрехт, где с 1874 по 1884 год был профессором церковной истории в местном университете. Скончался от инсульта.
Как и многие представители его поколения, в юности был приверженцем байронизма, поэтому его ранние работы, «Jose» (1834), «Kuser» (1835) и «Guy de Vlaming» (1837), представляют собой мрачные романтические поэмы. В это же время, однако, он начал работу над сложным прозаическим произведением, нисколько не связанным с байронизмом и принесшим ему известность, — «Camera Obscura» (1839), сборник идиллических бытовых рассказов о жизни нидерландского крестьянства. Это произведение, написанное им под псевдонимом Хильдебранд, получило высокую оценку критиков, отметивших наблюдательность автора, частое использование юмора и пафосный стиль, и неоднократно переиздавалось.
В более поздние годы им были написаны поэтические сборники, такие как «Korenbloemen» (1854) и «Nieuwe gedichten» (1857), в которых романтическая меланхолия уступила место сентиментализму и религиозным мотивам. В 1873—1875 годах было издано трёхтомное собрание его сочинений, в 1886—1891 годах — пятитомное. В апреле 1883 года получил степень почётного доктора богословия.
- Эта статья (раздел) содержит текст, взятый (переведённый) из одиннадцатого издания «Британской энциклопедии», перешедшего в общественное достояние.